# The Redd Foxx Show
The Redd Foxx Show foi uma sitcom norte-amerciana, exibida pela rede ABC em 1986, com apenas três meses de duração.

## Elenco
- Redd Foxx — Al Hughes
- Barry Van Dyke — Sgt. Dwight Stryker
- Pamela Segall — Toni Rutledge
- Sinbad — Byron Lightfoot
- Theodore Wilson — Jim-Jam (#2)
- Beverly Todd — Felicia
- Rosanna DeSoto — Diana Olmos
- Nathaniel Taylor — Jim-Jam (#1)